# Prim-ministrul Etiopiei
Primul ministru al Etiopiei este șeful guvernului și șeful executiv al Etiopiei. Primul ministru este cea mai puternică figură din politica etiopiană și comandantul-șef al forțelor armate etiopiene. Reședința oficială a primului ministru este Palatul Menelik din Addis Abeba. Actualul prim-ministru este Abiy Ahmed Ali din Partidul Prosperității, care este a zecea persoană care este șeful guvernului din Etiopia și al patrulea prim-ministru de când noua constituție a format Republica Federală Democrată Etiopie.